# اوربیتال‌های پیوند ذاتی
اوربیتال‌های پیوند ذاتی (IBO)، اوربیتال‌های مولکولی موضعی هستند که نمایش‌های دقیق و غیر تجربی توابع موج را ارائه می‌دهند. این اوربیتال‌ها با تبدیل واحد به دست می‌آیند و مجموعه‌ای از اوربیتال‌ها را تشکیل می‌دهند که بر روی حداقل تعداد اتم‌ها قرار دارند. اوربیتال‌های پیوند ذاتی، تفسیری شهودی از پیوند شیمیایی با ساختارهای لوئیس طبیعی ارائه می‌دهند. اوربیتال‌های پیوند ذاتی به عنوان توابع وانیر در مطالعه جامدات کاربرد پیدا کرده‌اند.

## تئوری
برای استفاده از روش اوربیتال پیوند ذاتی به توابع موج مولکولی نیاز است که با استفاده از روش‌های میدان خودسازگار (SCF) مانند نظریه تابعی چگالی کوهن-شام (DFT) محاسبه شده‌اند. این روش‌ها به صورت ترکیب خطی اوربیتال‌های مولکولی موضعی بیان می‌شوند.
برای رسیدن به اوربیتال‌های پیوند ذاتی، ابتدا اوربیتال‌های اتمی ذاتی (IAOs) به‌عنوان نمایشی از یک تابع موج مولکولی محاسبه می‌شوند که هر اوربیتال اتمی ذاتی را می‌توان به یک اتم خاص نسبت داد. این امر، سبب ایجاد یک تصویر از مدار شیمیایی می‌شود که برخلاف مجموعه‌های پایه بزرگ و پراکنده رایج برای ساخت توابع موج مولکولی، چندان پیچیده نیست، 
اوربیتال‌های اتمی ذاتی از اوربیتال‌های اتم آزاد مجموعه‌های پایه استاندارد با در نظر گرفتن محیط مولکولی ساخته می‌شوند. سپس، اوربیتال‌های اتمی قطبی‌شده به دست می‌آیند که تا حد امکان به اوربیتال‌های اتم‌های آزاد شباهت دارند. بنابراین، اوربیتا‌های اتمی ذاتی، یک پایه حداقلی برای یک مولکول مشخص هستند که در آن سهم اتمی می‌تواند به طور مجزا اختصاص داده شود. مجموع تمام اوربیتال‌های اتمی ذاتی، دقیقاً بر روی اوربیتال‌های مولکولی قرار می‌گیرد که با نمایشی دقیق از تابع موج نشان داده می‌شوند. از آنجایی که اوربیتال‌های اتمی ذاتی، با یک اتم خاص مرتبط هستند، می‌توانند ویژگی‌های خاص اتم مانند بار جزئی را ارائه دهند.
اوربیتال‌های پیوند ذاتی به صورت ترکیب خطی بر روی اوربیتال‌های اتمی ذاتی با شرط به حداقل رساندن تعداد اتم‌هایی که بار مداری روی آن‌ها پخش می‌شود، ایجاد می‌شوند. بنابراین، هر اوربیتال پیوند ذاتی را می‌توان به سهم اتم‌ها به عنوان اشغال الکترونیکی ({\displaystyle n_{A}(i')}) از مدار {\displaystyle i'} روی اتم {\displaystyle A} تقسیم کرد. این کار بر اساس طرح اوربیتال‌های مولکولی موضعی انجام می‌شود و عملکرد محلی‌سازی، {\displaystyle L}، را به حداکثر می‌رساند.
{\displaystyle L=\sum _{i}^{occ}\sum _{A}^{atom}[n_{A}(i')]^{p}}
که در آن {\displaystyle p=4} یا {\displaystyle p=2}. در حالی که انتخاب توان {\displaystyle p} در اکثر موارد بر روی اوربیتال‌های پیوند ذاتی حاصل تأثیر نمی‌گذارد، انتخاب {\displaystyle p=4} اوربیتال‌ها را در سیستم‌های آروماتیک بر خلاف {\displaystyle p=2} موضعی می‌کند.
فرآیند ساخت اوربیتال پیوند ذاتی، با تغییر شکل واحد اوربیتال‌های مولکولی متعارف انجام می‌شود، که تضمین می‌کند که اوربیتال‌های پیوند ذاتی به دلیل تغییرناپذیری توابع موج تعیین کننده Slater نسبت به چرخش‌های واحد، نمایشی دقیق و فیزیکی از تابع موج مولکولی باقی می‌مانند.
{\displaystyle |i'\rangle =\sum _{i}^{occ}|i\rangle U_{ii'}}
ماتریس واحد {\displaystyle U_{ii'}}، اوربیتال‌های پیوند ذاتی محلی را پس از ضرب ماتریس با مجموعه‌ای از اوربیتال‌های مولکولی اشغال شده ({\displaystyle |i\rangle }) تولید می‌کند.  به این ترتیب برای به حداقل رساندن موثر انتشار اوربیتال پیوند ذاتی بر روی اتم‌های یک مولکول انتخاب شده است. این محصول مجموعه‌ای از اوربیتال‌های پیوند ذاتی موضعی است که شباهت زیادی به اشکال شیمیایی شهودی اوربیتال‌های مولکولی دارد و امکان تمایز انواع پیوند، مشارکت اتمی و قطبش را فراهم می کند.

## کاربرد در ساختار و پیوند
کنیزیا در مقاله خود که اوربیتال‌های پیوند ذاتی را معرفی می‌کند، تطبیق‌پذیری روش خود را برای توصیف نه تنها موقعیت‌های پیوند کلاسیک، مانند پیوند σ و π، بلکه سیستم‌های آروماتیک و پیوندهای غیر پیش پا افتاده را نشان می‌دهد. تمایز پیوندهای σ و π در اسید اکریلیک بر اساس هندسه‌های اوربیتال پیوند ذاتی امکان‌پذیر است، همانطور که شناسایی اوربیتال‌های پیوند ذاتی مربوط به جفت‌های اکسیژن است. بنزن نمونه‌ای از یک سیستم آروماتیک غیرمحلی را برای آزمایش با روش اوربیتال پیوند ذاتی ارائه کرد. جدا از پیوندهای C-C و -C-H σ، شش الکترون -π سیستم به عنوان سه اوربیتال پیوند ذاتی غیرمحلی بیان می‌شوند. نمایش پیوند غیر لوئیس بر روی دیبوران (B2H6) نشان داده شده است که یک اوربیتال پیوند ذاتی روی B-H-B دارد و مربوط به پیوند دو الکترون -سه مرکزی است.

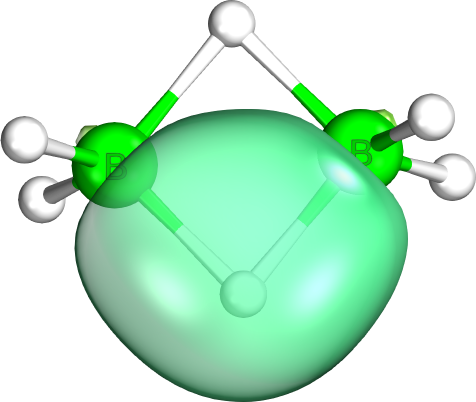
اوربیتال پیوند ذاتی پیوند دو الکترون -سه مرکزی در B_{2}H_{6} که با استفاده از IBOView ترسیم شده است. برگرفته از مرجع.

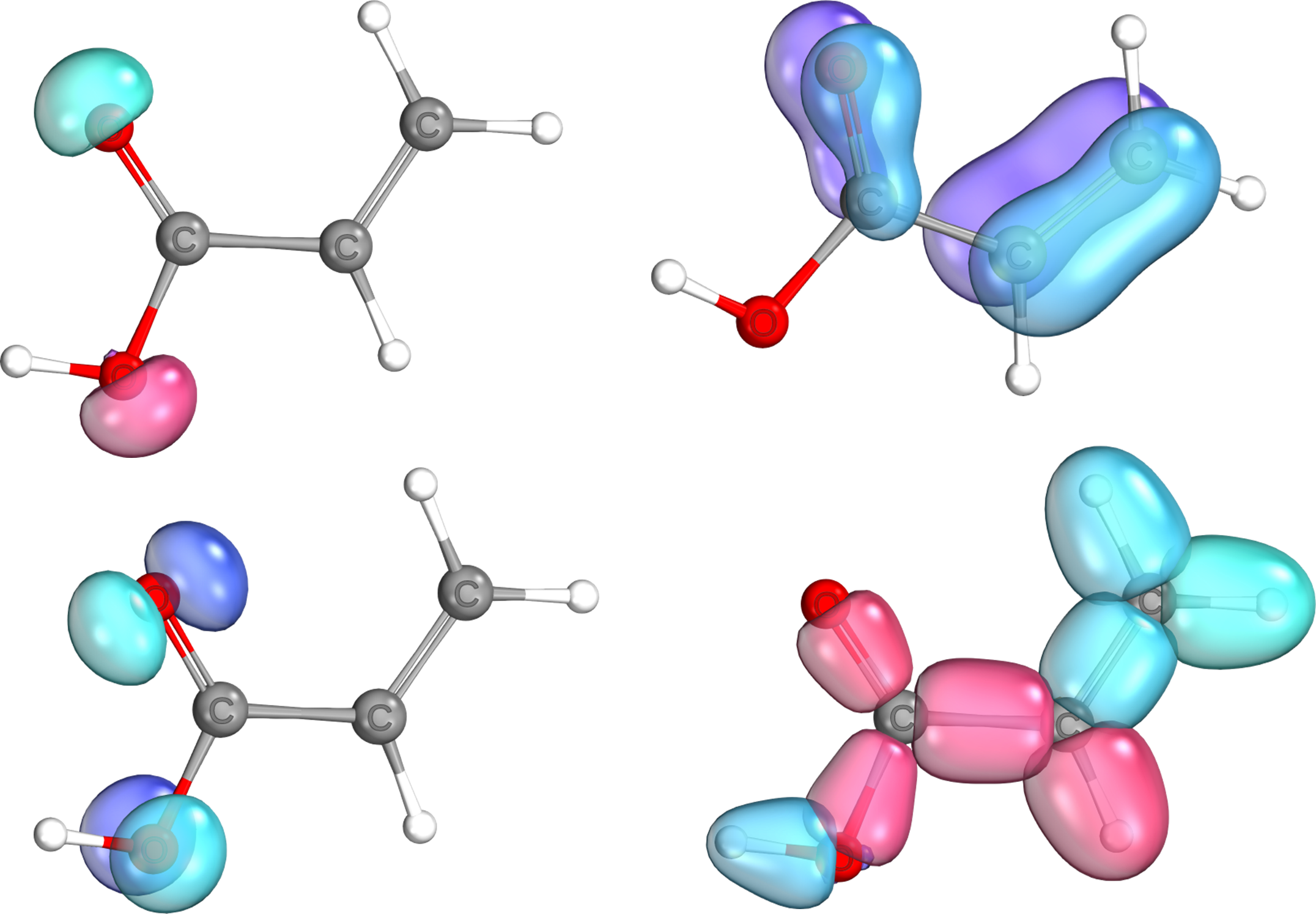
اوربیتال پیوند ذاتی اسید اکریلیک که با استفاده از IBOview ترسیم شده است. برگرفته از مرجع.

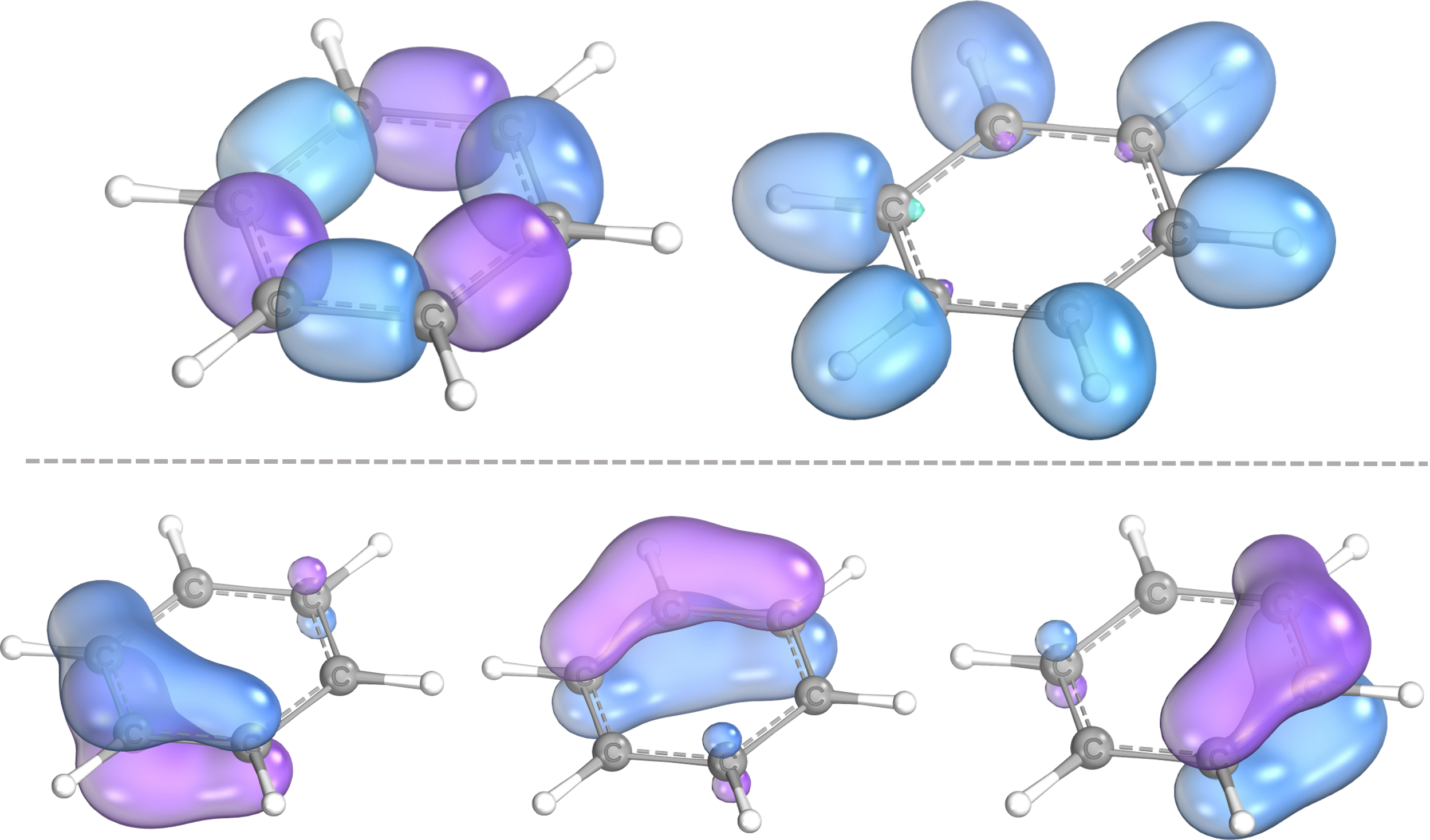
اوربیتال‌های پیوند ذاتی بنزن که با استفاده از IBOview ترسیم شده است. برگرفته از مرجع.

### ترکیبات فلزات واسطه
تجزیه و تحلیل اوربیتال پیوند ذاتی برای توضیح پایداری کمپلکس‌های غنی از الکترون طلا-کاربن، با تقلید از واسطه‌های واکنشی در کاتالیز طلا استفاده شده است. در حالی که این کمپلکس‌ها گاهی با یک پیوند دوگانه Au-C به تصویر کشیده می‌شوند، که نشان‌دهنده اهدای سیگمای کربن و π باندینگ طلا است، تجزیه و تحلیل اوربیتال پیوند ذاتی به سمت حداقل مقدار پیوند پشتی π با اوربیتال مربوطه که عمدتاً روی طلا قرار دارد، اشاره می‌کند. اوربیتال کربن اهداکننده σ نیز به شدت به سمت C قطبی شده است. بنابراین تثبیت ترکیب از طریق اهدای قوی جایگزین‌های کربن معطر به اوربیتال‌های کاربن کربن p اتفاق می‌افتد، که با طلا-π رقابت می‌کند. بنابراین تجزیه و تحلیل اوربیتال پیوند ذاتی، توانست ویژگی پیوند دوگانه مجتمع‌های طلا-کاربن را نفی کند و دید دقیق‌تری را در مورد ساختار الکترونیکی Cy3P-Au-C(4-OMe-C6H4)2) (Cy = سیکلوهگزیل) ارائه کند.
خصیصه پیوند پشتی π برای کمپلکس‌های طلا- وینیلیدین، به‌عنوان نوع رایج دیگری از واسطه‌های کاتالیزور طلا مورد ارزیابی قرار گرفت. تجزیه و تحلیل اوربیتال پیوند ذاتی نشان داد که پیوند پشتی π به طور قابل‌توجهی قوی‌تر برای وینیلیدین‌های طلا در مقایسه با کاربن‌های طلا است. این به ناتوانی هندسی جایگزین‌های وینیلیدین در رقابت با طلا برای برهم‌کنش‌های π نسبت داده شده است، زیرا اوربیتال‌های مربوطه بر یکدیگر عمود هستند.
کنیزیا و کلاین به طور مشابه از اوربیتال پیوند ذاتی برای تجزیه و تحلیل –[Fe(CO)3NO] استفاده کردند. پلاریزاسیون یکنواخت IBOs بین Fe و N به سمت لیگاند NO با پیوند کووالانسی اشاره دارد. پیوند دوگانه از طریق دو برهمکنش d-p π رخ می‌دهد و منجر به مرکزیت Fe0 می‌شود. با محاسبات بیش‌تر، اوربیتال پیوند ذاتی، به عنوان یک روش سریع و ساده برای تفسیر پیوند در این مورد تأیید شد.
با استفاده از هزینه محاسباتی کم، یک بازآرایی کلوک-ویلسون که توسط –[Fe(CO)3NO] کاتالیز شده است با ساخت اوربیتال پیوند ذاتی، برای هر نقطه ثابت در امتداد IRC مورد بررسی قرار گرفت. مشخص شد که یکی از پیوندهای Fe-NO π با انتقال الکترون به زیرلایه و از آن‌جا به کاتالیز نقش فعال دارد و فعالیت کاتالیزوری منحصر به فرد –[Fe(CO)3NO] را در مقایسه با ایزوالکترونیک 2–[Fe(CO)4] توضیح می‌دهد.
جدای از ترکیبات ذکر شده در بالا، روش اوربیتال پیوند ذاتی، برای بررسی سایر کمپلکس‌های فلزات واسطه، مانند کمپلکس‌های دی‌آری‌آللنیل‌ایدن‌های طلا یا کمپلکس‌های دی‌پلاتین دی‌بورانیل، به‌عنوان ابزاری ارزشمند برای دستیابی به دید نسبت به میزان و ماهیت پیوند استفاده شده است.

### ترکیبات گروه اصلی

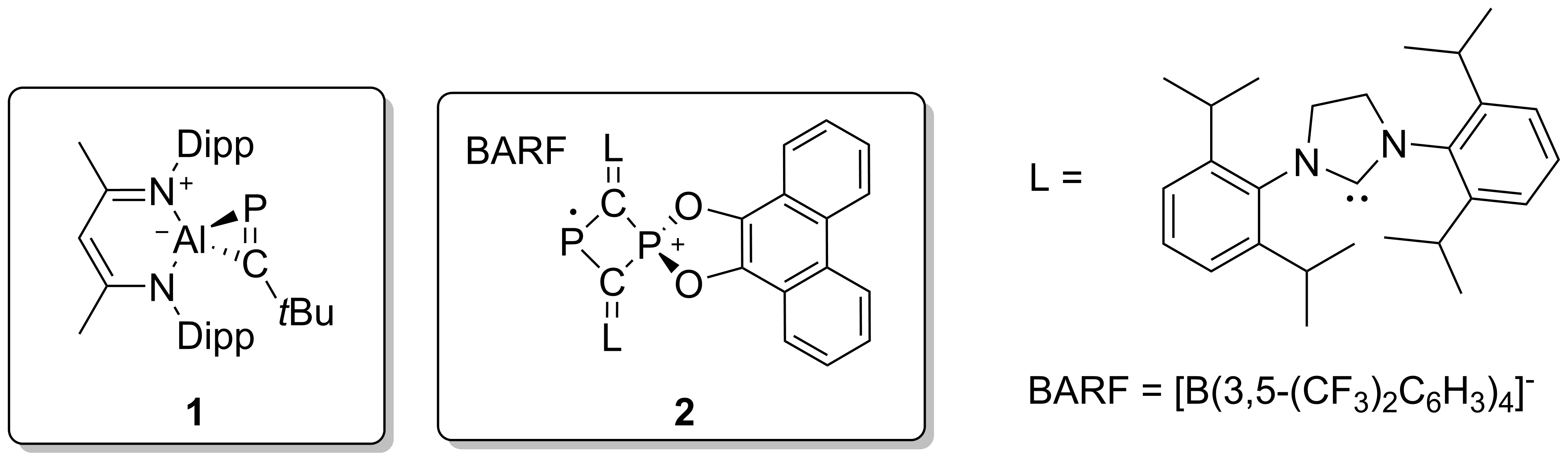
(1) ساختارهای فسفوآلومی‌نیرن و (2) یون رادیکال دیستونیک.

تجزیه و تحلیل اوربیتال پیوند ذاتی، در عناصر گروه‌های اصلی به کار گرفته شده است تا اغلب اوقات ساختارهای الکترونیکی پیچیده را توضیح دهد. برای مثال، پیوند فسفوآلومی‌نیرن‌ها با نشان دادن پیوند ۳-مرکز-۲π-الکترونی چرخه AlCP مورد بررسی قرار گرفت. کاربرد بیش‌تری برای تأیید ماهیت دیستونیک کاتیون رادیکال حاوی فسفر که توسط چِن و همکاران گزارش شده است، یافت شد. (شکل بالا). در حالی که آنالیز بار اوربیتال اتمی ذاتی، بار مثبتی را روی فسفر به همراه داشت، اوربیتال‌های پیوند ذاتی محل قرارگیری الکترون جفت نشده روی اتم دیگر فسفر را نشان دادند که جدایی فضایی محل رادیکال و بار را تأیید می‌کند.
مثال دیگر، توضیح ساختار الکترونیکی هگزامتیل‌بنزن است. سه اوربیتال پیوند ذاتی، پیوندی بین سطح پایه C5Me5 و C رأس پیدا شد که یادآور مجتمع‌های هماهنگی Cp* است. بنابراین، سه پیوند π به سمت C زأس قطبی می‌شوند، که به نوبه خود با یک کاتیون CH+3 با جفت تک آن هماهنگ می شود. بنابراین تجزیه و تحلیل اوربیتال پیوند ذاتی، ویژگی لوئیس اسیدی و پایه لوئیس C رأس را نشان داد.

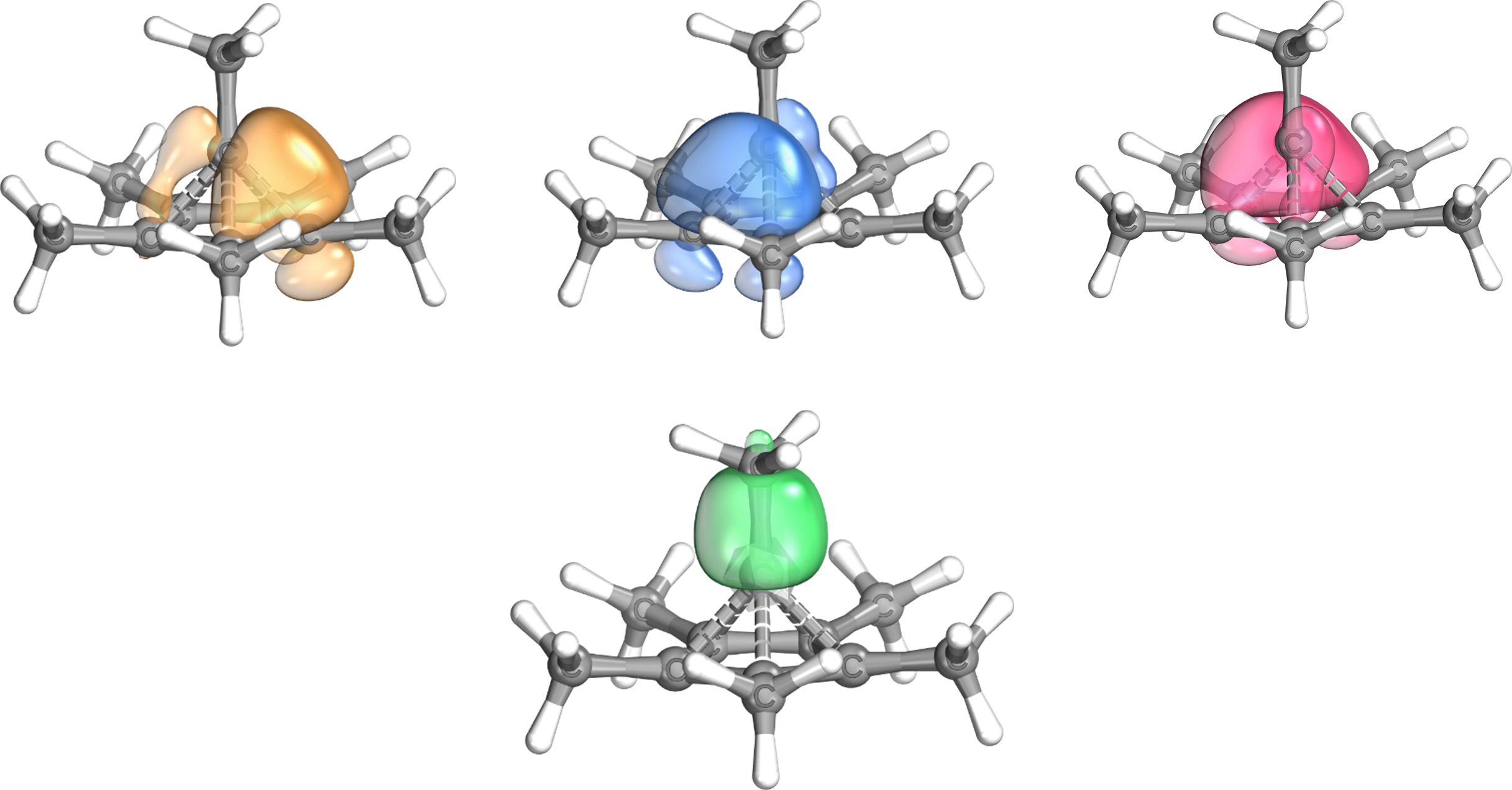
اوربیتال‌های هگزامتیل ترسیم‌شده توسط IBOview. برگرفته از مرجع.

کاربردهای اوربیتال پیوند ذاتی، برای ترکیبات خوشه‌ای شامل خوشه‌های بور دوپ شده با زیرکونیم است. تجزیه و تحلیل اوربیتال پیوند ذاتی نشان داد که پایداری غیرمعمول خوشه خنثی ZrB12 از چندین پیوند σ چند مرکزی ناشی می‌شود. اوربیتال‌های پیوند B-B σ تا اتم Zr مرکزی گسترش یافته و پیوندهای چند مرکزی را تشکیل می‌دهند. این مثال قابلیت این روش را برای تجزیه و تحلیل ترکیبات خوشه‌ای و پیوند چند مرکزی نشان می‌دهد.

### اوربیتال‌های پیوند ذاتی مجازی ظرفیت
اگرچه اوربیتال‌های پیوند ذاتی معمولاً اوربیتال‌های اشغال‌شده را توصیف می‌کنند، توصیف اوربیتال‌های اشغال نشده نیز می‌تواند برای تفسیر فعل و انفعالات شیمیایی مفید باشد. ظرفیت اوربیتال‌های پیوند ذاتی مجازی (vvIBOs) با بررسی کمپلکس‌های رسمی Ni(IV) با ظرفیت بالا معرفی شده‌اند. در مقایسه با اوربیتال‌های مولکولی هومو و لومو که اغلب در کل مولکول پخش می‌شوند و تفسیر آن‌ها دشوار است، vvIBOها امکان تفسیر مستقیم‌تری از فعل و انفعالات شیمیایی با اوربیتال‌های خالی را فراهم می‌کنند.

## جریان الکترون در امتداد مختصات ذاتی واکنش
در سال ۲۰۱۵، کنیزیا و کلاین تجزیه و تحلیل جریان الکترون در واکنش‌ها با اوربیتال پیوند ذاتی را به عنوان یک روش غیرتجربی و مستقیم برای ارزیابی مکانیسم‌های پیکان مجعد معرفی کردند. از آنجایی که اوربیتال‌های پیوند ذاتی، نمایش دقیق توابع موج کوهن-شام هستند، می‌توانند ساختار فیزیکی مکانیسم‌های پیکان مجعد را بر اساس اصول اولیه ارائه دهند. اوربیتال‌های پیوند ذاتی معمولاً پیوندهای شیمیایی و جفت‌های تنها را نشان می‌دهند، این روش اجازه می‌دهد تا بازآرایی پیوندها از نظر مراحل عنصری و توالی آن‌ها روشن شود. با محاسبه ریشه میانگین مربعات انحراف توزیع بار جزئی در مقایسه با توزیع بار اولیه، می‌توان اوربیتال‌های پیوند ذاتی که در یک واکنش شرکت فعال دارند را از آن‌هایی که در طول مختصات ذاتی واکنش، بدون تغییر باقی می مانند متمایز کرد.
کنیزیا و کلاین تطبیق‌پذیری این روش را در گزارش اصلی خود نشان می‌دهند. ابتدا یک واکنش ساده خود-مبادله‌ای از نوع SN2 از H3CCl و –Cl و به دنبال آن مهاجرت پیوندهای π در یک واکنش جانشینی (SSN2) و تبدیل پیوند π- به σ در یک بازآرایی کلایزن را ارائه می‌دهند. جریان الکترون را می‌توان به راحتی با مشاهده مهاجرت یک اوربیتال پیوند ذاتی دنبال کرد و انواع پیوندها به راحتی بر اساس هندسه اوربیتال‌های پیوند ذاتی، متمایز می‌شوند. ارزش تجزیه و تحلیل اوربیتال پیوند ذاتی در امتداد مختصات ذاتی واکنش به ویژه برای واکنش‌های پیچیده، مانند واکنش سیکلوپروپاناسیون تنها با یک حالت گذار و بدون واسطه، که توسط Haven و همکاران گزارش شده است، قابل مشاهده است. محاسبات کنیزیا و کلاین مکانیسم دقیق پیکان مجعد را برای این واکنش نشان می‌دهد.

### سیستم های پوسته بسته
نمونه‌هایی از تجزیه و تحلیل اوربیتال پیوند ذاتی در امتداد مختصات ذاتی واکنش شامل بررسی فعال‌سازی پیوند C-H توسط کمپلکس‌های طلا-وینیلیدن بود. از طریق این روش می‌توان بین واکنش‌های هماهنگ و گام به گام تشخیص داد. واکنش فعال‌سازی تک مرحله‌ای که قبلاً تصور می‌شدريا، در این مورد نشان داده شد که شامل سه فاز متمایز است: الف) انتقال هیدرید، ب) تشکیل پیوند CC و ج) بازآرایی سیگما به پی در جفت تکی که با طلا هماهنگ شده است.

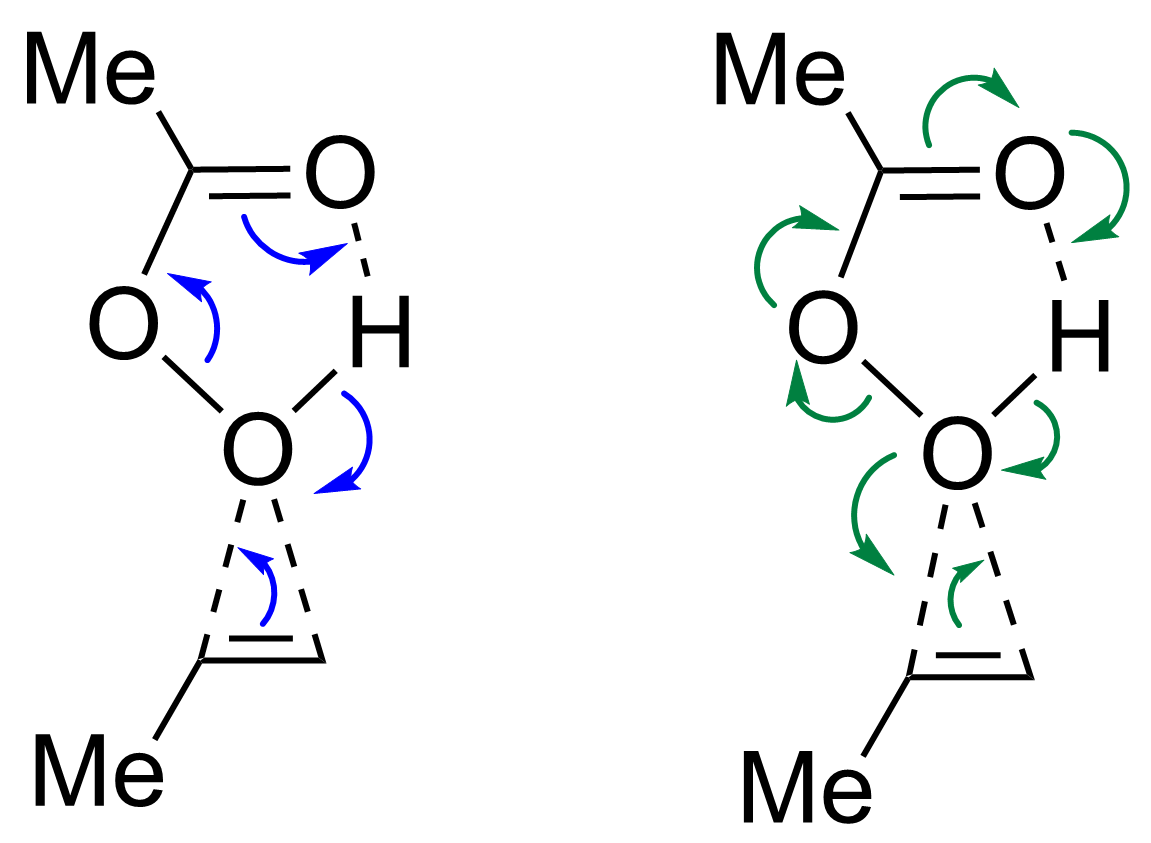
مقایسه مکانیسم چهار پیکان مجعد (چپ) و مکانیسم هفت پیکان مجعد برگرفته از اوربیتال پیوند ذاتی (راست) یک اپوکسیداسیون با یک اسید.

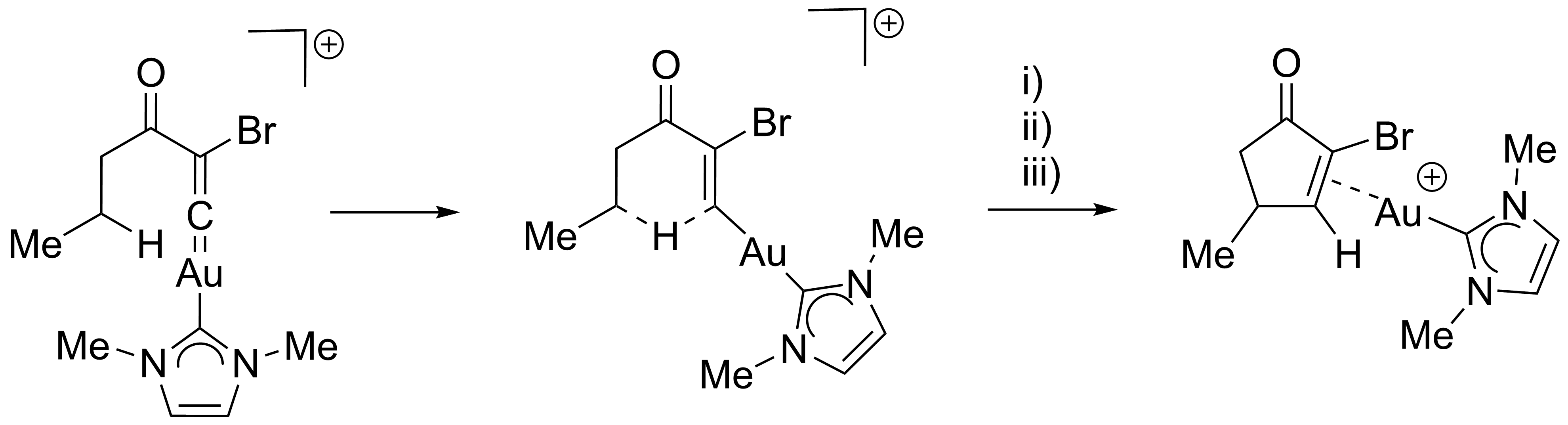
فعال سازی C-H توسط یک کمپلکس طلا-وینیلیدین. اوربیتال پیوند ذاتی، تمایز سه فاز مجزا را امکان‌پذیر می‌کند: ۱) انتقال هیدرید، ۲) تشکیل پیوند C-C و iii) بازآرایی سیگما به پی تنها جفت هماهنگ‌شده با طلا.

سایر گزارش‌های تجزیه و تحلیل اوربیتال پیوند ذاتی، در امتداد مختصات ذاتی واکنش، شامل توضیح و تأیید مکانیسم پیشنهادی قبلی برای بازآرایی [3،3] -سیگماتروپیک گونه‌های Au(I)-vinyl یا اپوکسیداسیون آلکن توسط پراسیدها است. برای دومی، مکانیسم چهار پیکان مجعد از نظر فیزیکی نادرست بود. در عوض، هفت اوربیتال پیوند ذاتی در حال تغییر پیدا شد که یک مکانیسم ایده‌آل با هفت پیکان مجعد را ایجاد کرد. ترکیب تجزیه و تحلیل اوربیتال پیوند ذاتی با سایر روش‌های محاسباتی، مانند آنالیز اوربیتال باند طبیعی (NBO) برای سنتز پیرول کاتالیز شده با تیتانیم یا آنالیز اوربیتال مولکولی موضعی طبیعی (NLMO) برای سیکلودافزودن درون مولکولی یک فسفالکن به یک آرن نیز به همین ترتیب است. منجر به نتایج واضحی در مورد ویژگی‌های مکانیسم واکنش شد.

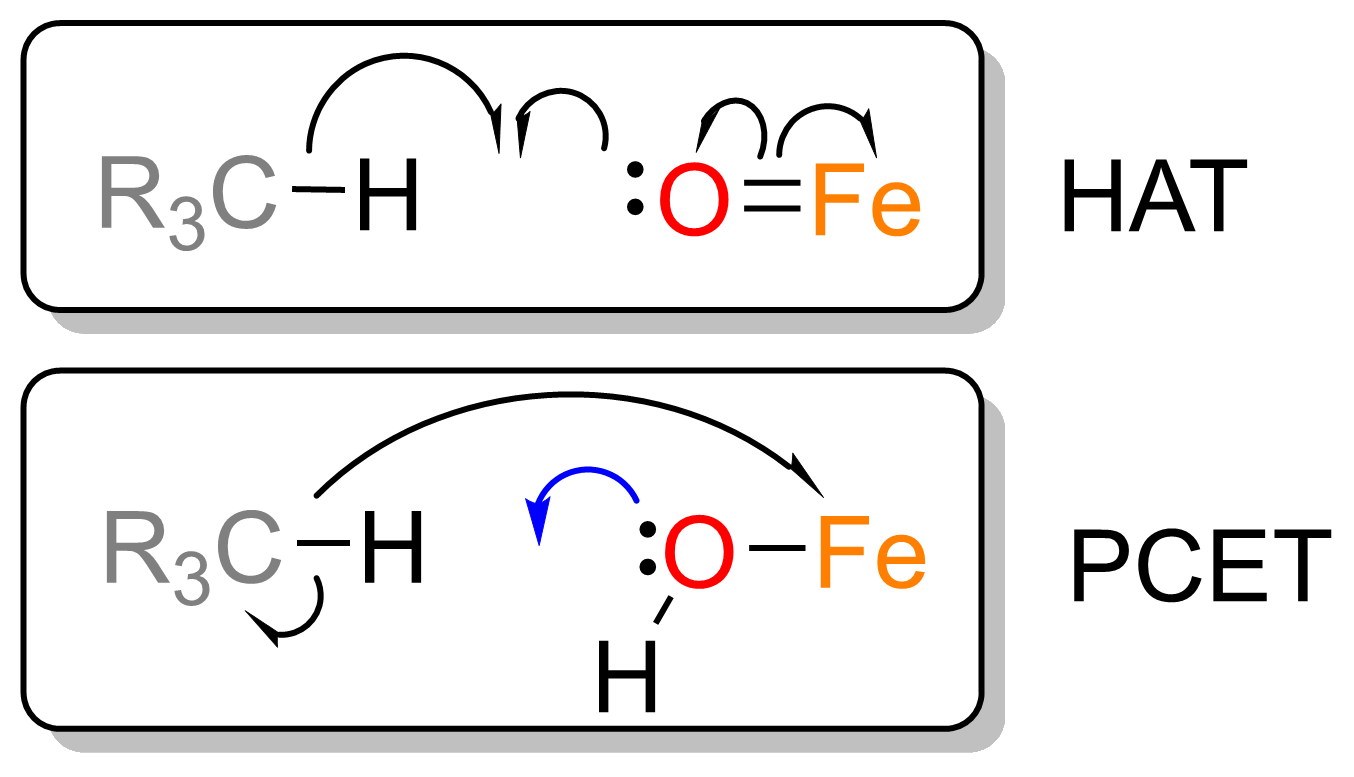
نمایش شماتیک انتقال اتم هیدروژن (HAT) در مقایسه با انتقال الکترون جفت شده با پروتون (PCET).

### سیستم‌های پوسته باز
کنیزیا و کلاین علاوه بر این، اولین نمونه‌های اوربیتال پیوند ذاتی مورد استفاده برای تجزیه و تحلیل سیستم‌های پوسته باز را در طول انتقال الکترون جفت شده با پروتون (PCET) و انتقال اتم هیدروژن (HAT) معرفی کردند. تمایز بین pCET، یک انتقال جداگانه اما هماهنگ الکترون و پروتون، و انتقال اتم هیدروژن، انتقال یک اتم هیدروژن، برای دو سیستم مدل به خوبی مطالعه شده مکان‌های فعال Fe-oxo آنزیمی نشان داده شد. اوربیتال‌های پیوند ذاتی در امتداد مختصات ذاتی واکنش، به ترتیب برای منیفولد اسپین آلفا و بتا محاسبه شدند. در حالی که اوربیتال پیوند ذاتی الکترون اسپین آلفا همراه با پروتون حرکت می‌کند تا در شکل‌گیری پیوند H-O جدید در انتقال اتم هیدروژن شرکت کند، الکترون به مرکز آهن منتقل می‌شود که از پروتون منتقل شده برای انتقال الکترون جفت شده با پروتون جدا شده است. کاربرد موفقیت‌آمیز روش اوربیتال پیوند ذاتی برای این دو نمونه از سیستم‌های پوسته باز پیشنهاد شد تا راه را برای کاربردهای گسترده‌تر برای نسائل مشابه هموار کند.

## مراجع
1. 1 2 3 4 5 6 7 8 9 10  Knizia, Gerald (2013-11-12). "Intrinsic Atomic Orbitals: An Unbiased Bridge between Quantum Theory and Chemical Concepts". Journal of Chemical Theory and Computation (به انگلیسی). 9 (11): 4834–4843. arXiv:1306.6884. doi:10.1021/ct400687b. ISSN 1549-9618. PMID 26583402. S2CID 17717923.
2. ↑  Schäfer, Tobias; Gallo, Alejandro; Irmler, Andreas; Hummel, Felix; Grüneis, Andreas (28 December 2021). "Surface science using coupled cluster theory via local Wannier functions and in-RPA-embedding: The case of water on graphitic carbon nitride". The Journal of Chemical Physics. 155 (24). arXiv:2110.06035. doi:10.1063/5.0074936.
3. 1 2 3 4 5 6  Nunes dos Santos Comprido, Laura; Klein, Johannes E. M. N.; Knizia, Gerald; Kästner, Johannes; Hashmi, A. Stephen K. (2015-08-24). "The Stabilizing Effects in Gold Carbene Complexes". Angewandte Chemie International Edition (به انگلیسی). 54 (35): 10336–10340. doi:10.1002/anie.201412401. PMID 25951142.
4. ↑  Nunes dos Santos Comprido, Laura; Klein, Johannes E. M. N.; Knizia, Gerald; Kästner, Johannes; Hashmi, A. Stephen K. (2016-02-24). "Gold(I) Vinylidene Complexes as Reactive Intermediates and Their Tendency to π-Backbond". Chemistry - A European Journal (به انگلیسی). 22 (9): 2892–2895. doi:10.1002/chem.201504511. PMID 26711532.
5. ↑  Klein, Johannes E. M. N.; Miehlich, Burkhard; Holzwarth, Michael S.; Bauer, Matthias; Milek, Magdalena; Khusniyarov, Marat M.; Knizia, Gerald; Werner, Hans-Joachim; Plietker, Bernd (2014-02-10). "The Electronic Ground State of [Fe(CO) 3 (NO)] − : A Spectroscopic and Theoretical Study". Angewandte Chemie International Edition (به انگلیسی). 53 (7): 1790–1794. doi:10.1002/anie.201309767. PMID 24482198.
6. ↑  Klein, Johannes E. M. N.; Knizia, Gerald; Miehlich, Burkhard; Kästner, Johannes; Plietker, Bernd (2014-06-10). "Fe or FeNO Catalysis? A Quantum Chemical Investigation of the [Fe(CO) 3 (NO)] − -Catalyzed Cloke-Wilson Rearrangement". Chemistry - A European Journal (به انگلیسی). 20 (24): 7254–7257. doi:10.1002/chem.201402716. PMID 24817507.
7. ↑  Braunschweig, Holger; Dewhurst, Rian D.; Jiménez-Halla, J. Oscar C.; Matito, Eduard; Muessig, Jonas H. (2018-01-08). "Transition-Metal π-Ligation of a Tetrahalodiborane". Angewandte Chemie International Edition (به انگلیسی). 57 (2): 412–416. doi:10.1002/anie.201709515. PMID 29134749.
8. ↑  Liu, Liu Leo; Zhou, Jiliang; Cao, Levy L.; Stephan, Douglas W. (2019-10-23). "Phosphaaluminirenes: Synthons for Main Group Heterocycles". Journal of the American Chemical Society (به انگلیسی). 141 (42): 16971–16982. doi:10.1021/jacs.9b09330. ISSN 0002-7863. PMID 31557435. S2CID 203567746.
9. ↑  Chen, Xiaodan; Liu, Liu Leo; Liu, Shihua; Grützmacher, Hansjörg; Li, Zhongshu (2020-10-19). "A Room‐Temperature Stable Distonic Radical Cation". Angewandte Chemie. 132 (52): 24038–24043. doi:10.1002/ange.202011677. ISSN 0044-8249. S2CID 243601963.
10. ↑  Liu, Liu Leo; Zhou, Jiliang; Cao, Levy L.; Stephan, Douglas W. (2019-10-23). "Phosphaaluminirenes: Synthons for Main Group Heterocycles". Journal of the American Chemical Society (به انگلیسی). 141 (42): 16971–16982. doi:10.1021/jacs.9b09330. ISSN 0002-7863. PMID 31557435. S2CID 203567746.
11. ↑  Chen, Xiaodan; Liu, Liu Leo; Liu, Shihua; Grützmacher, Hansjörg; Li, Zhongshu (2020-10-19). "A Room‐Temperature Stable Distonic Radical Cation". Angewandte Chemie. 132 (52): 24038–24043. doi:10.1002/ange.202011677. ISSN 0044-8249. S2CID 243601963.
12. 1 2  Klein, Johannes E. M. N.; Havenith, Remco W. A.; Knizia, Gerald (2018-08-22). "The Pentagonal-Pyramidal Hexamethylbenzene Dication: Many Shades of Coordination Chemistry at Carbon". Chemistry - A European Journal (به انگلیسی). 24 (47): 12340–12345. doi:10.1002/chem.201705812. PMC 6120489. PMID 29341342.
13. ↑  Sun, Weiguo; Xia, Xinxin; Lu, Cheng; Kuang, Xiaoyu; Hermann, Andreas (2018). "Probing the structural and electronic properties of zirconium doped boron clusters: Zr distorted B 12 ligand framework". Physical Chemistry Chemical Physics (به انگلیسی). 20 (36): 23740–23746. Bibcode:2018PCCP...2023740S. doi:10.1039/C8CP03384F. hdl:20.500.11820/e52a8a41-2198-4158-a777-41f5cdeaddf3. ISSN 1463-9076. PMID 30198528.
14. ↑  Steen, Jelte S.; Knizia, Gerald; Klein, Johannes E. M. N. (2019-09-09). "σ‐Noninnocence: Masked Phenyl‐Cation Transfer at Formal Ni IV". Angewandte Chemie (به انگلیسی). 131 (37): 13267–13273. doi:10.1002/ange.201906658. ISSN 0044-8249. S2CID 241689909.
15. 1 2 3 4  Knizia, Gerald; Klein, Johannes E. M. N. (2015-04-27). "Electron Flow in Reaction Mechanisms-Revealed from First Principles". Angewandte Chemie International Edition (به انگلیسی). 54 (18): 5518–5522. doi:10.1002/anie.201410637. PMID 25737294.
16. ↑  Haven, Tobias; Kubik, Grzegorz; Haubenreisser, Stefan; Niggemann, Meike (2013-04-02). "Calcium-Catalyzed Cyclopropanation". Angewandte Chemie International Edition (به انگلیسی). 52 (14): 4016–4019. doi:10.1002/anie.201209053. PMID 23450731.
17. 1 2  Klein, Johannes E. M. N.; Knizia, Gerald; Nunes dos Santos Comprido, Laura; Kästner, Johannes; Hashmi, A. Stephen K. (2017-11-13). "C(sp 3 )−H Bond Activation by Vinylidene Gold(I) Complexes: A Concerted Asynchronous or Stepwise Process?". Chemistry - A European Journal (به انگلیسی). 23 (63): 16097–16103. doi:10.1002/chem.201703815. PMID 28922498.
18. 1 2 3  Klein, Johannes E. M. N.; Knizia, Gerald; Rzepa, Henry S. (October 2019). "Epoxidation of Alkenes by Peracids: From Textbook Mechanisms to a Quantum Mechanically Derived Curly‐Arrow Depiction". ChemistryOpen (به انگلیسی). 8 (10): 1244–1250. doi:10.1002/open.201900099. ISSN 2191-1363. PMC 6769425. PMID 31592408.
19. ↑  Nunes dos Santos Comprido, Laura; Klein, Johannes E. M. N.; Knizia, Gerald; Kästner, Johannes; Hashmi, A. Stephen K. (2017-08-10). "On the Accessible Reaction Channels of Vinyl Gold(I) Species: π- and σ-Pathways". Chemistry - A European Journal (به انگلیسی). 23 (45): 10901–10905. doi:10.1002/chem.201702023. PMID 28593697.
20. ↑  Davis-Gilbert, Zachary W.; Wen, Xuelan; Goodpaster, Jason D.; Tonks, Ian A. (2018-06-13). "Mechanism of Ti-Catalyzed Oxidative Nitrene Transfer in [2 + 2 + 1] Pyrrole Synthesis from Alkynes and Azobenzene". Journal of the American Chemical Society (به انگلیسی). 140 (23): 7267–7281. doi:10.1021/jacs.8b03546. ISSN 0002-7863. PMC 6508086. PMID 29763560.
21. ↑  Liu, Liu Leo; Zhou, Jiliang; Cao, Levy L.; Kim, Youngsuk; Stephan, Douglas W. (2019-05-22). "Reversible Intramolecular Cycloaddition of Phosphaalkene to an Arene Ring". Journal of the American Chemical Society (به انگلیسی). 141 (20): 8083–8087. doi:10.1021/jacs.9b03721. ISSN 0002-7863. PMID 31055918. S2CID 145820110.
22. 1 2  Klein, Johannes E. M. N.; Knizia, Gerald (2018-09-10). "cPCET versus HAT: A Direct Theoretical Method for Distinguishing X-H Bond-Activation Mechanisms". Angewandte Chemie (به انگلیسی). 130 (37): 12089–12093. Bibcode:2018AngCh.13012089K. doi:10.1002/ange.201805511. PMC 6175160.